# تيتانيت

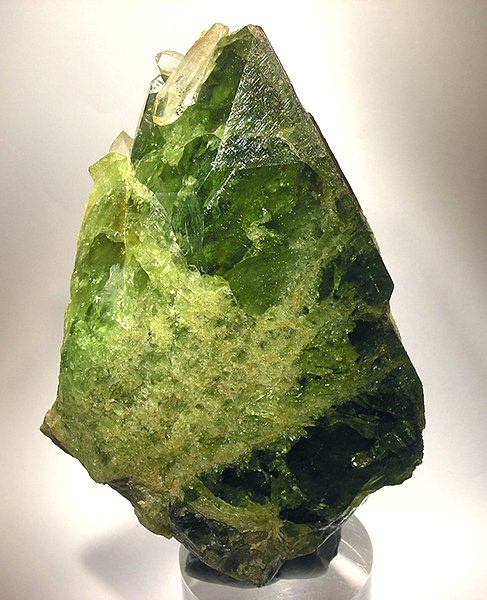
التيتانيت الأخضر

التيتانيت (بالإنجليزية: Titanite)‏ يطلق عليه أيضاً اسم سفين (بالإنجليزية: sphene)‏ وهو معدن صيغته الكيميائية CaTiSiO5وهو معروف بتوهجه القوي وانحلاله الضوئي أعلى من الانحلال الضوئي للألماس، وهو مشهور أيضاً بألوانه الفنية الكثيرة، ولكنه نادراً ما يستخدم في المجوهرات وهو رخو جداً إلا أن أنواعه الصفراء الشفافة أو الخضراء أو البنية يتم تقطيعها للهواة، وهو يمتاز بخاصية تعدد الألوان عند النظر إليه من اتجاهات مختلفة إذا سفط عليه الضوء (ثلاثة ألوان مختلفة) كما يمتاز بخاصية الانكسار المزدوج للضوء وهذه الخاصية تتضح في ازدواج الوجهين الخلفيين به ويمتاز أيضاً ببريق يشبه بريق الألماس.

## تواجده
يتواجد التيتانيت الذي يمتاز بصفات الأحجار الكريمة في شقوق الصخور المتحوله من صخور النايس والشيست والجرانيت أيضاً.
وأهم الأماكن التي يتواجد بها في النمسا وكندا وسويسرا ومدغشقر والمكسيك والبرازيل.

## معرض صور

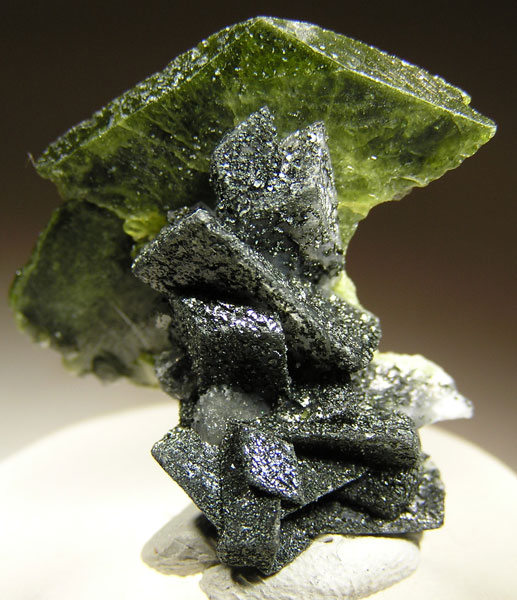
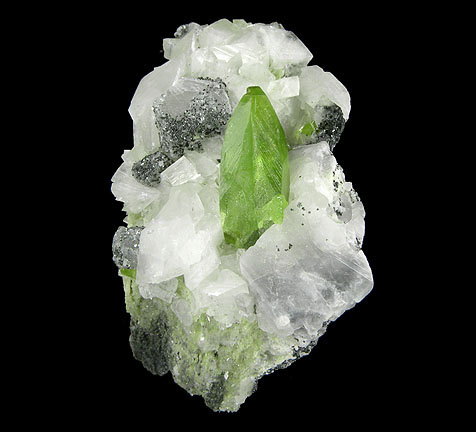
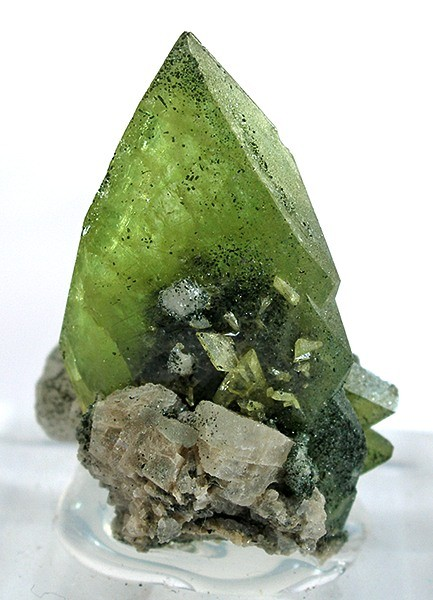
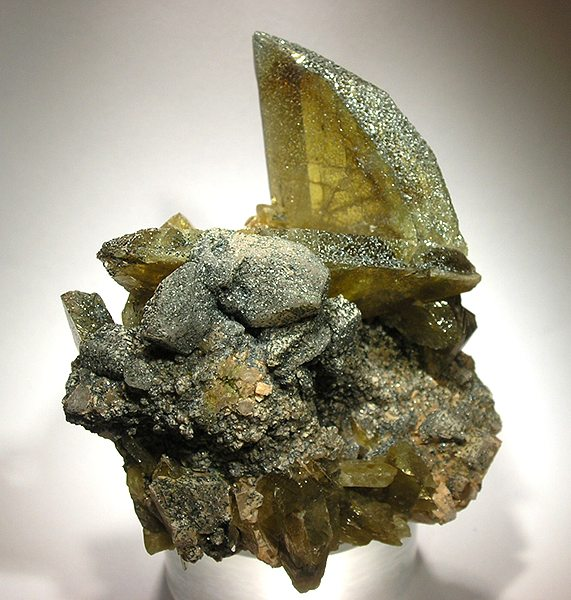
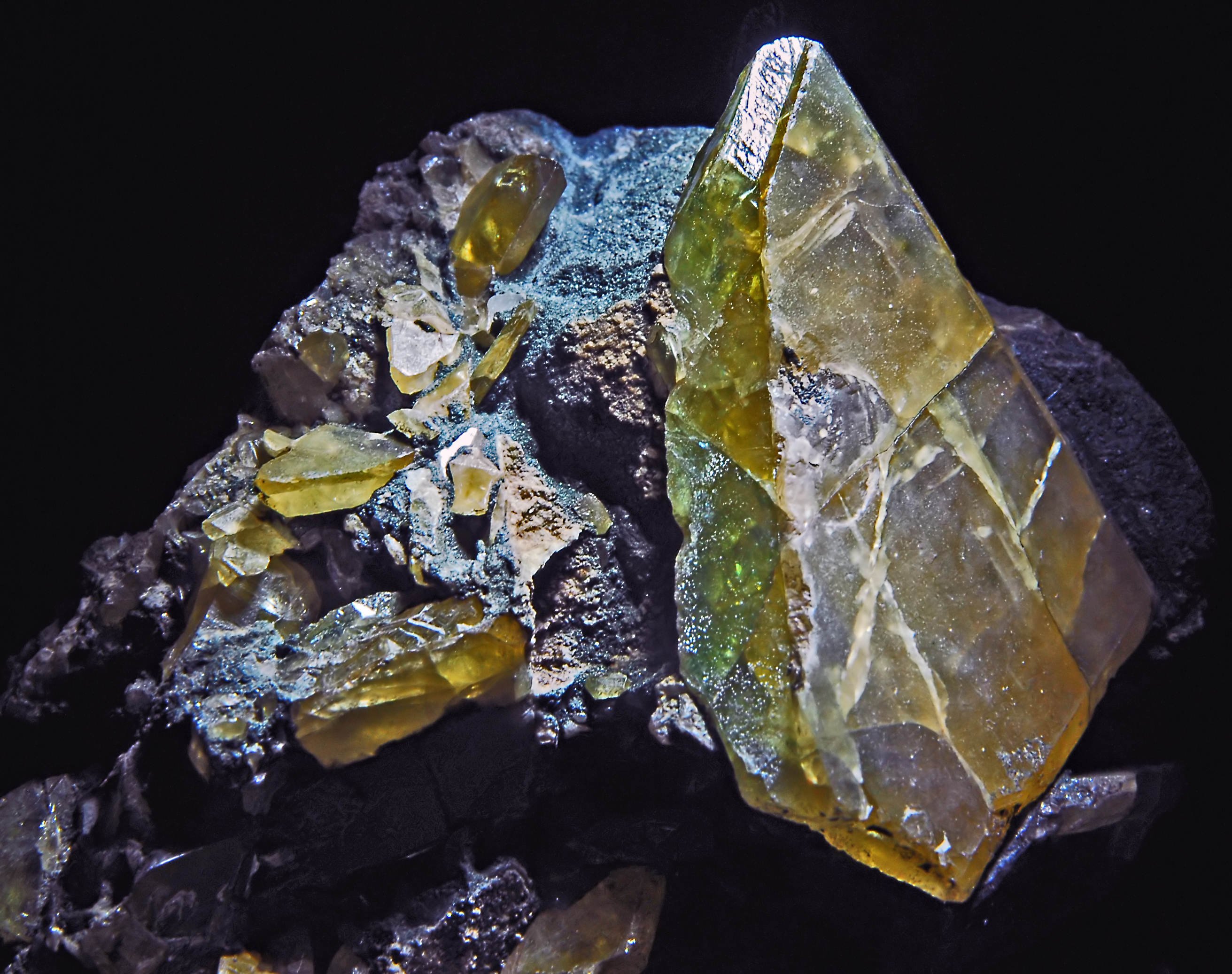
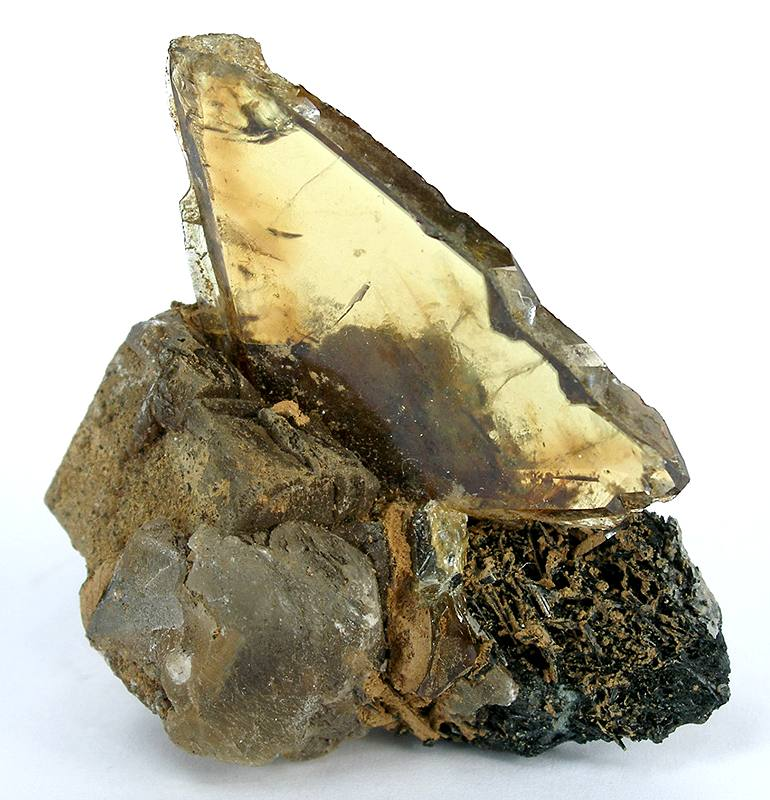